# Мяо Тянь
Мяо Тянь (кит. трад. 苗天, пиньинь Miáo Tiān), настоящее имя Мяо Яньлинь (кит. 苗延林; 6 декабря 1925 — 19 февраля 2005) — характерный актёр, снимавшийся в кинофильмах тайваньского и гонконгского производства между 1960-ми и 1990-ми годами.

## Биография и карьера
Мяо Тянь, чьё настоящее имя Мяо Яньлинь, родился 6 декабря 1925 года в уезде Туншань провинции Цзянсу. После окончания учёбы в Педагогическом колледже Хучжоу становится учителем начальной школы. В 1942 году, в связи с призывом к молодёжи вступать в армию и бороться с японцами, Мяо Тянь попадает в армию, где получает театральный опыт. В 1948 году перебирается на Тайвань.
В 1949 году кинокомпания China Film Studio (CFS) переезжает из КНР на Тайвань после поражения Национально-революционной армии в гражданской войне с коммунистами. В 1951 году CFS окончательно обосновывается в тайбэйском районе Бэйтоу и в 1954 году создаёт павильон звукозаписи. В 1955 году Мяо Тянь присоединяется к CFS, впоследствии принимая участие в создании военных образовательных фильмов. Позже перебирается на Central Motion Picture Corporation (CMPC) в качестве актёра по контракту. Первое появление Мяо Тяня в художественном фильме Traveling Miles (1957). Тем не менее его роли остаются незамеченными в период его работы на CMPC. Последней его работой на киностудию становится появление в фильме «Дяо Чань и Люй Бу» (1967), после чего актёр перемещается на независимую киностудию Union Film Company.
Мяо Тянь попадает в актёрский состав фильмов Кинга Ху «Гостиница „Драконьи ворота“» (1967) и «Рыцарша» (1971). Также исполняет роли во многих фильмах Union Film Company о боевых искусствах и жанра уся, в числе которых «Эпоха короля мечей» (1968), «Железная госпожа» (1969), «Жгучий гнев» (1970), «Благодетельный ветер на десять тысяч ли» (1971), «Стотысячная золотая гора» (1971), «Король убийств инородцев» (1971), «Чёрно-белая мораль» (1971) и «Девушка-боксёр» (1972). Мяо также исполняет обязанности ассистента режиссёра для «Железной госпожи», «Рыцарши» и «Жгучего гнева».
Во время «золотой» эпохи фильмов о боевых искусствах и уся в 1970-х актёр активно участвует в их съёмках на Тайване и в Гонконге, таким образом снялся приблизительно в сотне таких фильмов. В это время актёр успевает сняться на гонконгской киностудии братьев Шао в роли Ли Ляньина, евнуха на службе у вдовствующей императрицы, в двух исторических драмах Ли Ханьсяна об императорском дворе династии Цин: «Вдовствующая императрица» (1975) и «Последняя буря» (1976). Это становится пиком актёрской карьеры для Мяо Тяня.
В конце 1970-х актёр начинает сниматься в телесериалах, сначала подписывая контракт с Chinese Television System, затем с Taiwan Television Enterprise. В 1986 году принимает участие в спектакле Кинга Ху «Dream of Butterfly». Годом позже оставляет актёрскую карьеру.
Мяо возвращается в киноиндустрию в начале 1990-х по приглашению молодого режиссёра Цай Минляна, в результате чего исполняет роли в таких фильмах, как «Бунтари неонового бога» (1993), «Река» (1997), «Дыра» (1998) и «А у вас который час?» (2001).
Мяо Тянь умирает 19 февраля 2005 года от лимфомы.

## Номинации и награды
Номинация на премию «Золотая лошадь» (1997)
- 1997 — Лучшая мужская роль (за фильм «Река»)[3]

Награда «Silver Screen Award» (1997, Международный кинофестиваль в Сингапуре)
- 1997 — Лучшая мужская роль (за фильм «Река»)[4]